# Citizens Against UFO Secrecy
Citizens Against UFO Secrecy (Tạm dịch: Công dân Chống Bí mật UFO, viết tắt CAUS) là một nhóm hoạt động vì quyền tự do thông tin ủng hộ việc tiết lộ thông tin bí mật liên quan đến UFO.

## Chương trình nghị sự
Citizens Against UFO Secrecy (CAUS) do W Tod Zechel, Brad Sparks và Peter Gersten thành lập vào năm 1977 nhằm mục đích vận động tiết lộ thông tin liên quan đến UFO đã được các tổ chức chính phủ xếp loại mật thông qua việc sử dụng Đạo luật Tự do Thông tin (FOIA). Tổ chức này trở nên nổi tiếng về số lượng yêu cầu Tự do Thông tin mà họ đưa ra, cũng như các phiên tòa tiếp theo là kết quả từ vụ việc. Kể từ năm 1998, tổ chức do Peter Gerstein đứng đầu.
CAUS là một tổ chức phi lợi nhuận dựa trên các nguyên tắc sau
- Chống đối bất kỳ và mọi loại bí mật liên quan đến việc tiếp xúc với tất cả các dạng trí thông minh ngoài Trái Đất.
- Công chúng có quyền tuyệt đối và vô điều kiện được biết về cuộc tiếp xúc này.

Tổ chức này hoạt động tích cực nhất trong thập niên 1970 và 1980, nhưng hiện tại không có bất kỳ hoạt động nào nữa.

## Nhân vật chủ chốt
Peter Gersten, người sáng lập Citizens Against UFO Secrecy, từng là một luật sư biện hộ án hình sự, quá quen thuộc với các vụ kiện chống lại chính phủ Mỹ. Năm 1977, Gersten đâm đơn kiện Cục Tình báo Trung ương (CIA) sử dụng FOIA và nhận được hơn chín trăm tài liệu UFO từ CIA vào năm 1979, hai năm sau khi vụ kiện xảy ra. Tuy vậy, CIA, đã để lại năm mươi bảy tài liệu, do tuyên bố "những cân nhắc về an ninh quốc gia". Một năm sau, ngày 24 tháng 6 năm 1980, Gersten đã đệ đơn kiện chống lại NSA với tổ chức mới thành lập CAUS. Ngày 18 tháng 11 năm 1980, do bản tuyên thệ tuyệt mật của NSA, thẩm phán hài lòng với lý do NSA muốn giữ lại nguồn tài liệu này, mặc dù thẩm phán không bao giờ được phép xem thông tin tuyệt mật.

## Lịch sử tổ chức
Citizens Against UFO Secrecy cuối cùng hình thành do việc đổi mới Đạo luật Tự do Thông tin vào năm 1974. Nhóm được Peter Gersten, W.T. Zechel và Brad Sparks thành lập vào cuối những năm 1970 và có trụ sở tại Connecticut, Mỹ. Peter Gerstein, kẻ gầy dựng Citizens Against UFO Secrecy ban đầu từng tham gia vào một vụ kiện chống lại CIA cho tổ chức Ground Saucer Watch organization, thế nhưng CAUS đã kết thúc vụ việc, vì Ground Saucer Watch gặp rắc rối về tài chính. CAUS đã chứng minh rằng nhiều cơ quan đang che đậy việc họ có dính líu vào nghiên cứu UFO bằng cách công bố nguồn tài liệu của những cơ quan tuyên bố không quan tâm đến nghiên cứu UFO. Ví dụ, CIA cho biết họ mất dần hứng thú với UFO vào năm 1953. Vụ kiện này dẫn đến việc chính phủ cho phát hành hơn 900 hồ sơ UFO, nhiều hồ sơ trong số này có niên đại muộn hơn năm 1953.
Cùng với bản tuyên thệ công khai, một bản khai tuyệt mật của Eugene V Yeats, Trưởng phòng Chính sách NSA, cũng chỉ mới nằm trong tay thẩm phán Gesell. Ý nghĩa của bản tuyên thệ tuyệt mật ám chỉ từ tuyên bố của Gesell rằng "sự quan tâm của công chúng đối với việc tiết lộ vượt trội hơn rất nhiều bởi tính chất nhạy cảm của nguồn tài liệu này và ảnh hưởng rõ ràng đến an ninh quốc gia mà việc phát hành có thể kéo theo". Bản tuyên thệ tuyệt mật được phát hành với 75% trong số đó phải trải qua quá trình biên tập lại, rồi sau mới được phát hành lại với việc biên soạn ít khắc nghiệt hơn vào năm 1997 chỉ khoảng 25%. Dù người ta suy đoán rằng thông tin này vẫn được biên tập lại chủ yếu là do nguồn tin tình báo về UFO, mới là thông tin thực tế mà CAUS quan tâm.

## Ấn phẩm
The UFO Cover-up: What the Government Won't Say (tạm dịch: Vụ che đậy UFO: Điều mà chính phủ im lặng) do Lawrence Fawcett và Barry J. Greenwood viết chung. Ban đầu được phát hành với nhan đề Clear Intent ngày 1 tháng 5 năm 1984. Sau mới đổi sang tên mới vào năm 1990. The UFO Cover-up: What the Government Won't Say trình bày chi tiết về nhóm Citizens Against UFO Secrecy và hành trình của họ để có được thông tin của chính phủ liên quan đến UFO, cũng như nội dung của các tập hồ sơ được phát hành. Các tác giả, Lawrence Fawcett và Barry J. Greenwood, đều là thành viên của CAUS, kể lại vụ việc trực tiếp cho người đọc. Cuốn sách này chứa đựng nhiều chi tiết về mọi yêu cầu hồ sơ và phản hồi, cũng như sự hưởng ứng cho phép CAUS phỏng đoán. Những giả định này do họ đưa ra nhằm cố gắng xác minh niềm tin của CAUS rằng chính phủ có bằng chứng về sự tồn tại của UFO.

### Phỏng vấn và truyền thông
Citizens Against UFO Secrecy không bao giờ xuất hiện công khai trên các phương tiện truyền thông đại chúng. Sự nổi tiếng đáng chú ý nhất của họ là do vụ kiện chống lại NSA năm 1980. Khi NSA trình bày một bản tuyên thệ cho thẩm phán khiến vụ kiện bị bác bỏ, đã làm dấy lên sự tò mò của người Mỹ về những gì mà bản tuyên thệ cho là sẽ gây ảnh hưởng nặng nề đến thẩm phán. Thẩm phán không được phép tìm hiểu thông tin tuyệt mật, vì vậy bản tuyên thệ đã khiến ông hoang mang mà không có bằng chứng rõ rệt về tình trạng vụ kiện. Tuy vậy, ông đã bác bỏ vụ án này và khi bản tuyên thệ được công bố rộng rãi, tám mươi phần trăm trong số đó không thể đọc được do tài liệu đã được xem xét giải mật bắt buộc (MDR). Điều này được dùng làm bằng chứng cho thấy chính phủ đang giữ bí mật vì tài liệu hầu như không thể đọc được do hầu hết các phần quan trọng đều bị bôi xóa, chỉ để lại một số đoạn nhỏ thông tin không mô tả. CAUS đã sử dụng điều này làm lợi thế của riêng mình bằng cách gia tăng áp lực của công chúng đối với NSA trong việc giải mật tài liệu về UFO. Việc giới truyền thông đưa tin về họ đã lên đến đỉnh điểm trong thời gian này nhưng lại giảm dần khi tình hình không còn mới mẻ nữa.